# 30. Golden Globe-gála
Az 30. Golden Globe-gálára 1973. január 28-án került sor, az 1972-ben mozikba, vagy képernyőkre került amerikai filmeket, illetve televíziós sorozatokat díjazó rendezvényt a kaliforniai Beverly Hillsben, a Beverly Hilton Hotelben tartották meg.
A 30. Golden Globe-gálán Samuel Goldwyn vehette át a Cecil B. DeMille-életműdíjat.

## Filmes díjak
A nyertesek félkövérrel jelölve.
| Legjobb filmes díjak | Legjobb filmes díjak |
| Legjobb filmdráma | Legjobb vígjáték vagy zenés film |
| --- | --- |
| - A Keresztapa - Gyilkos túra - Téboly - A Poszeidon katasztrófa - A mesterdetektív                                                                                                  | - Kabaré - 1776 - Előre! - A pillangók szabadok - Utazások nagynénémmel |
| Legjobb filmes alakítások (filmdráma) | |
| Színész | Színésznő |
| - Marlon Brando – A Keresztapa - Michael Caine – A mesterdetektív - Laurence Olivier – A mesterdetektív - Al Pacino – A Keresztapa - Jon Voight – Gyilkos túra                       | - Liv Ullmann – Kivándorlók - Diana Ross – A Lady bluest énekel - Cicely Tyson – Csibész - Trish Van Devere – Válás alatt - Tuesday Weld – Szerepcserepek - Joanne Woodward – A gammasugarak hatása a százszorszépekre                                                                         |
| Legjobb filmes alakítások (vígjáték vagy zenés film) | |
| Színész | Színésznő |
| - Jack Lemmon – Előre! - Edward Albert – A pillangók szabadok - Charles Grodin – The Heartbreak Kid - Walter Matthau – Micsoda házasság! - Peter O’Toole – La Mancha lovagja         | - Liza Minnelli – Kabaré - Carol Burnett – Micsoda házasság! - Goldie Hawn – A pillangók szabadok - Juliet Mills – Előre! - Maggie Smith – Utazások nagynénémmel |
| Legjobb mellékszereplők (filmdráma, vígjáték vagy zenés film) | |
| Színész | Színésznő |
| - Joel Grey – Kabaré - James Caan – A Keresztapa - James Coco – La Mancha lovagja - Alec McCowen – Utazások nagynénémmel - Clive Revill – Előre!                                     | - Shelley Winters – A Poszeidon katasztrófa - Marisa Berenson – Kabaré - Jeannie Berlin – The Heartbreak Kid - Helena Kallianiotes – Round Up - Geraldine Page – Micsoda házasság! |
| Egyéb | |
| Legjobb rendező | Legjobb forgatókönyv |
| - Francis Ford Coppola – A Keresztapa - John Boorman – Gyilkos túra - Bob Fosse – Kabaré - Alfred Hitchcock – Téboly - Billy Wilder – Előre!                                         | - Francis Ford Coppola, Mario Puzo – A Keresztapa - I. A. L. Diamond, Billy Wilder – Előre! - Jay Presson Allen – Kabaré - James Dickey – Gyilkos túra - Anthony Shaffer – Téboly - Neil Simon – The Heartbreak Kid                                                                            |
| Legjobb eredeti filmzene | Legjobb eredeti filmbetétdal |
| - Nino Rota – A Keresztapa - Ron Goodwin – Téboly - Michel Legrand – A Lady bluest énekel - Quincy Jones – A szökés - John Williams – A Poszeidon katasztrófa                        | - „Ben” – Ben - „Carry Me” – A pillangók szabadok - „Mein Herr” – Kabaré - „Money, Money” – Kabaré - „Dueling Banjos” – Gyilkos túra - „Marmalade, Molasses and Honey” – Roy Bean bíró élete és kora - „Take Me Home” – Molly and Lawless John - „The Morning After” – A Poszeidon katasztrófa |
| Legjobb idegen nyelvű film (idegen nyelvű) | Legjobb idegen nyelvű film (angol nyelvű) |
| - Kivándorlók – Svédország - Új haza – Svédország - Suttogások és sikolyok – Svédország - A burzsoázia diszkrét bája – Franciaország - Espejismo – Peru - Fellini-Róma – Olaszország | - A fiatal Churchill - Végzetes képzelgések - Elza kölykei - A felső tízezer - X Y és Zee |
| Legjobb dokumentumfilm | |
| - Elvis turnén - Walls of Fire - Marjoe - Russia - Sapporo Orinpikku | |

## Televíziós díjak
A nyertesek félkövérrel jelölve.
| Legjobb televíziós sorozatok | Legjobb televíziós sorozatok |
| Filmdráma | Vígjáték vagy zenés film |
| --- | --- |
| - Columbo - America - Mannix - Medical Center - The Waltons | - All in the Family - MASH - The Mary Tyler Moore Show - Maude (tévésorozat) - The Sonny & Cher Comedy Hour |
| Tévéfilm | |
| - That Certain Summer - Footsteps - Üvegház - Kung Fu - A War of Children | |
| Legjobb alakítás televíziós sorozatban (filmdráma) | |
| Színész | Színésznő |
| - Peter Falk – Columbo - Mike Connors – Mannix - William Conrad – Cannon - Chad Everett – Medical Center - David Hartman – The Bold Ones: The New Doctor - Robert Young – Marcus Welby, M.D.           | - Gail Fisher – Mannix - Ellen Corby – The Waltons - Anne Jeffreys – The Delphi Bureau - Michael Learned – The Waltons - Peggy Lipton – The Mod Squad - Susan Saint James – McMillan & Wife                                                                         |
| Legjobb alakítás televíziós sorozatban (vígjáték vagy zenés film) | |
| Színész | Színésznő |
| - Redd Foxx – Sanford and Son - Alan Alda – MASH - Bill Cosby – The New Bill Cosby Show - Paul Lynde – The Paul Lynde Show - Carroll O'Connor – All in the Family - Flip Wilson – The Flip Wilson Show | - Jean Stapleton – All in the Family - Julie Andrews – The Julie Andrews Hour - Beatrice Arthur – Maude - Carol Burnett – The Carol Burnett Show - Mary Tyler Moore – The Mary Tyler Moore Show                                                                     |
| Legjobb mellékszereplő televíziós sorozatban, minisorozatban vagy tévéfilmben | |
| Mellékszereplő színész | Mellékszereplő színésznő |
| - James Brolin – Marcus Welby, M.D. - Edward Asner – The Mary Tyler Moore Show - Ted Knight – The Mary Tyler Moore Show - Harvey Korman – The Carol Burnett Show - Rob Reiner – All in the Family      | - Ruth Buzzi – Laugh-In - Susan Dey – The Partridge Family - Valerie Harper – The Mary Tyler Moore Show - Vicki Lawrence – The Carol Burnett Show - Audra Lindley – Bridget Loves Bernie - Sally Struthers – All in the Family - Elena Verdugo – Marcus Welby, M.D. |

## Különdíjak

### Cecil B. DeMille-életműdíj
A Cecil B. DeMille-életműdíjat Samuel Goldwyn vehette át.

### Miss/Mr.Golden Globe
- Kelley Miles[3]

## Fordítás
Ez a szócikk részben vagy egészben  a(z)   30th Golden Globe Awards című angol Wikipédia-szócikk fordításán alapul.  Az eredeti cikk szerkesztőit annak laptörténete sorolja fel. Ez a jelzés csupán a megfogalmazás eredetét és a szerzői jogokat jelzi, nem szolgál a cikkben szereplő információk forrásmegjelöléseként.